# ديفيد خيمينيز (صحفي)
ديفيد خيمينيز (بالإسبانية: David Jiménez) هو صحفي إسباني، ولد في 1971 في برشلونة في إسبانيا.

## وصلات خارجية
- ديفيد خيمينيز على موقع IMDb (الإنجليزية)